# Javier Torres Maldonado
Javier Torres Maldonado (né en 1968 à Chetumal, Quintana Roo) est un compositeur mexicain naturalisé italien.